# 源氏物語青表紙河内本分別條々
源氏物語青表紙河内本分別條々（げんじものがたりあおひょうしかわちほんふんべつじょうじょう）または源氏物語青表紙定家流河内本分別条々（げんじものがたりあおひょうしていかりゅうほんかわちほんふんべつじょうじょう）とは、源氏物語の青表紙本の本文と河内本の本文とがどのように異なるのかについて述べた書物である。広義には源氏物語の注釈書に含まれる。

## 概要
源氏物語の古注釈の中で本文の異同について触れたものは河海抄、花鳥余情など数多く存在するが、中でも最もまとまった形で青表紙本の本文が河内本の本文とどのように異なるのかについて取り上げたのは本書である。奥書によれば本書は延徳2年（1490年）の成立であり、大内政弘が猪苗代兼載に命じて作成させたとされる。現存する部分による限り本書は至って小規模な書物で、本文の異同を取り上げている場所は数項目に過ぎず、池田亀鑑は本書は源氏物語の本文についての本格的な注釈書といったものではなく、出先などで写本を調査したときにその本文が河内本であるのか青表紙本であるのかを簡単に判断するための鑑定便覧のようなものでは無かったかと推測している。本書で青表紙本や河内本とされている本文の多くは河海抄や花鳥余情といったそれ以前の注釈書において青表紙本や河内本とされていたものであるが、池田亀鑑が多くの写本を調査した上で完成した『校異源氏物語』（『源氏物語大成校異篇』）によって明らかになった青表紙本や河内本とはしばしば異なっており、池田は本書に記述について、「確かな伝本を確認した上で書いたのではなく、それ以前の注釈書の記述からの孫引きであったり記憶に基づいて書いたりしたのであろう。」としている。当時定家本を正しく伝えられているとされて主流になっていると言えた三条西家本系統の本文は現在では河内本や別本からの混入があると考えられているが、本書の記述による限り、全ての項目において青表紙本であるという評価を受けることになる。

## 伝本
本書は、一般的には独立した形態での写本ではなく源氏物語の注釈書『源氏物語千鳥抄』や『帚木別註』の末尾に付随する形での伝本で知られており、両者は大筋で同じながら多少異なる部分をもっている。
- 千鳥抄附載本
『源氏談義』（宮内庁書陵部蔵本）、『源氏御談義』（学習院大学国文研究室蔵本、東京博物館蔵本、徳島光慶図書館蔵本、九州大学付属図書館蔵本など）、『源氏物語御談義』（倉野憲司旧蔵本）、『千鳥』（東京大学文学部国語研究室所蔵本）などといった大津有一が「藤斎・龍翔院奥書本系統」と命名した系統の写本の末尾に付されている。これらの伝本には本書「源氏物語青表紙河内本分別條々」の他にも「河海抄与花鳥余情相遺事」、「後成恩寺三箇大事之外口伝条々」、「揚名介事」といった源氏物語の附いての短い注釈書がいくつか付されていることが多い[1]。桐壺2ヶ所、帚木、空蝉、若紫、末摘花、紅葉賀、匂宮各1ヶ所の計8ヶ所について異文を掲げており、青表紙本の本文については「青表紙には」として記している。
- 帚木別註附載本
桐壺二箇所、帚木、空蝉、若紫、紅葉賀、花宴の計7ヶ所について異文を掲げており、青表紙本の本文については「定家の本には」として記している。

## 翻刻
- 池田亀鑑「源氏物語系統論序説　主として青表紙本・河内本の形態に關する研究」『岩波講座日本文學』岩波書店、1933年（昭和8年）1月、pp. 16-19。
- 上原作和『光源氏物語傳來史』武蔵野書院、2011年（平成23年）12月、pp. 303-308。 ISBN 978-4-8386-0256-8